# Баллия (округ)
Баллия (хинди बलिया जिला, англ. Ballia) — округ в индийском штате Уттар-Прадеш. Административный центр — город Баллия. Площадь округа — 2981 км².
По данным переписи 2011 года население округа составляет 3 223 642 человека. Плотность населения — 1081 чел./км². Прирост населения за период с 2001 по 2011 годы составил 16,73 %. На 1000 мужчин приходится 933 женщины. Уровень грамотности населения — 73,82 %.
По данным прошлой переписи 2001 года население округа насчитывало 2 761 620 человек. Уровень грамотности взрослого населения составлял 57,86 %, что было немного ниже среднеиндийского уровня (59,5 %).